# Кастель-Барония
Кастель-Барония (итал. Castel Baronia) — коммуна в Италии, располагается в регионе Кампания, в провинции Авеллино.
Население составляет 1174 человека (2008 г.), плотность населения составляет 77 чел./км². Занимает площадь 15 км². Почтовый индекс — 83040. Телефонный код — 0827.
Покровительницей коммуны почитается Пресвятая Богородица (Madonna delle Fratte), празднование 2 февраля.

## Демография
Динамика населения:

## Администрация коммуны
- Официальный сайт: http://www.comunecastelbaronia.it/